# ジェイコブ・コリアー
ジェイコブ・コリアー（Jacob Collier、1994年8月2日 - ）は、イギリスのロンドンに拠点を置く歌手、編曲家、作曲家、音楽プロデューサー、マルチプレイヤー。
コリアーの音楽は、ジャズ、ア・カペラ、グルーヴ、フォーク、電子音楽、クラシック音楽、ゴスペル、ソウル、即興演奏の音楽要素を融合する。また、多重録音したハーモニーを頻繁に使用することが特徴。また、ライブにおいて観客を指揮してハーモニーを歌わせたり、複数の楽器を代わる代わる演奏するエネルギッシュなライブ・パフォーマンスでも知られる。
2011年より自身でアレンジメントを行った楽曲を、マルチスクリーン・レイアウトで構成された映像とともにYouTubeに投稿し始める。この動画が話題となり、コリアーの名が知られることとなった。 
コリアーは、最初の4枚のアルバムでそれぞれグラミー賞を受賞した最初のイギリス人アーティストである。

## 来歴
コリアーは両親と2人の妹とともにロンドン北部で育った。ロンドン北部のMill Hill County High Schoolと、ハートフォードシャー州ブッシーのThe Purcell School for Young Musiciansに通学した後、王立音楽アカデミーでジャズピアノを学んだ 。彼の母親であるスージー・コリアーは、音楽教師、ヴァイオリニストであり、王立音楽アカデミーの指揮者も務める。コリアーの母方の祖父であるデレク・コリアーはヴァイオリニストであり、王立音楽アカデミーでも教鞭をとり、世界中のオーケストラと共演した。家族が音楽の中で果たす役割について、コリアーは「バッハの聖歌を家族で一緒に歌うことがとても楽しい」と述べている。コリアーの母方の祖母であるリラ・ウォンは中国人である 。
幼少期よりピアノ、コントラバス、ギター、ベース、ドラムなどの楽器を独学で習得し、作曲ソフトを用いた楽曲制作を開始した
。2004年、アーサー・アラン・サイデルマンのミュージカル映画『クリスマス・キャロル』でタイニー・ティムを演じた  。同時期、モーツァルトの『魔笛』の3人の少年のうちの一人として、また、ベンジャミン・ブリテン『The Turns of the Screw』の「Miles」役で高音パートを担当。後者の出演は和声の使用法と理解に大きく影響した 。ブリテンの和声の使用について、コリアーは「自分のマインドが外向きに砕け散るような衝撃だった」と語る。2008年、ABRSM (英国王立音楽検定) での歌唱成績は8グレードのうち最高グレードであり、国内最高のゴールドメダルを受賞した。 

## キャリア

### 初期のビデオ投稿
2011年に自身で制作した音楽の動画をYouTubeにアップロードし始めた。これらの多くのビデオはスクリーンを分割したレイアウトで構成され、コリアーがアレンジしたハーモニーのパートを歌う様子や楽器の演奏が映し出されるものであった。1971年の映画『夢のチョコレート工場』から「Pure Imagination」やスティーヴィー・ワンダーのisn't She Lovelyのボーカルアレンジメントや自作の楽曲を投稿した後、2013年にスティーヴィー・ワンダーの「 Don't You Worry 'bout a Thing」のボーカルアレンジメントを投稿すると、その動画は広く拡散され、クインシー・ジョーンズの目に止まることになった。クインシー・ジョーンズは彼をモントルー・ジャズ・フェスティバルに連れて行き、そこでコリアーはハービー・ハンコックと会合した。 
同時期、コリアーの動画を見たMITメディアラボの博士課程の学生であるベン・ブルームバーグは、ライブパフォーマンス用の音楽ハードウェアとソフトウェアの作成と開発のためコリアーに連絡を取った。彼はその後、数か月にわたってコリアーと共に新しいマルチメディア・ライブ体験の仕組みを開発・構築した。 
2015年、ソロのデビュー・ライブを終え、ヨーロッパとアメリカのツアーを開始した。このパフォーマンスは、円周上に楽器を並べた装置で作られている。装置は、同時にループと再生が可能な6個のステーションを備えており、バックスクリーンには同期されたリアルタイム3Dキャプチャビデオループが投影された。ワンマンショーの中心は、コリアーがブルームバーグと独自に設計・開発したボーカル用「ハーモナイザー」であった。これにより、リアルタイムでの多重音声合成が可能となった。このショーは、ロンドンのRonnie Scott's Jazz Clubでデビューを飾った。数週間後、コリアーは2015年モントルー・ジャズ・フェスティバルでハービー・ハンコックとチック・コリアの前座として、このワンマンショーを開催した。

### 2015年 – 2018年: 『イン・マイ・ルーム』、ワールドツアー、#IHarmU
2015年7月、コリアーはビーツ・エレクトロニクスが展開するイングランドラグビーワールドカップキャンペーン「The Game Starts Here」のために、聖歌　「エルサレム」のアカペラバージョンを提供した。

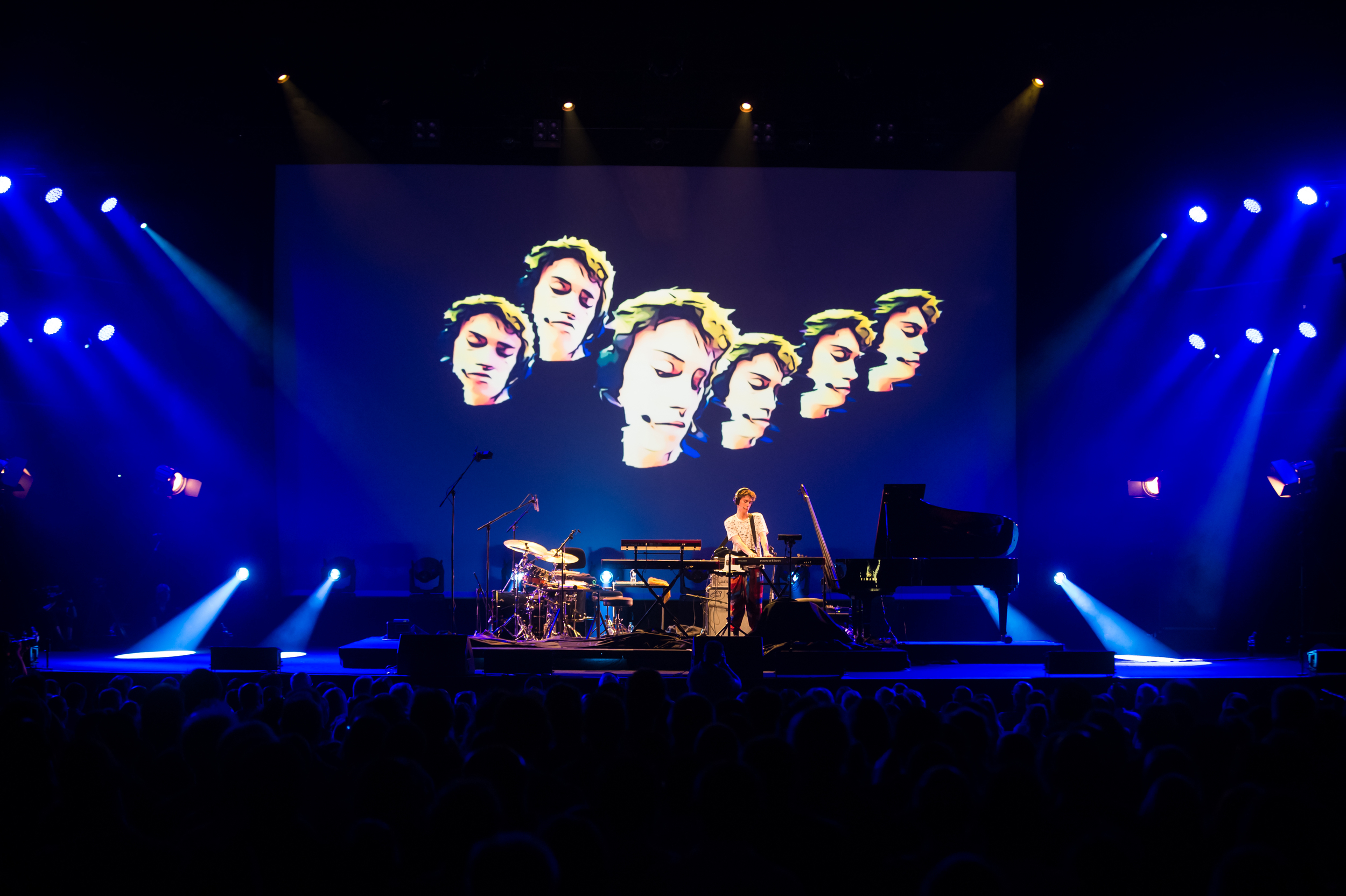
ジェイコブ・コリアーのソロ・ライブ(2015年)

2015年後半、ドイツのケルンでのコンサートでWDR Big Bandと共演した後、デビュー・アルバム『イン・マイ・ルーム』制作を開始。コリアーは11曲のうち8曲を作曲。アルバム全曲を通して、全ての楽器を演奏、アレンジ、レコーディング、プロデュースを行った。アルバムタイトルから分かるように、このアルバムはロンドンにある彼の実家にある音楽制作用の部屋で3ヶ月をかけて録音・ミックスされた。これはバーニー・グランドマンによってマスタリングされ、インディーズ音楽レーベルのMembran Entertainment Groupから2016年7月1日にリリースされた。このリリースの後、コリアーは2016年モントルー・ジャズ・フェスティバルなどでワンマンショーを行い、ワールドツアーに乗り出した。 
『イン・マイ・ルーム』のリリースに臨み、コンテンツ作成者向けのクラウドファンディングサイトであるPatreonにて「#IHarmU」キャンペーンを立ち上げた。このキャンペーンに100ドルの支援をした支援者達が15秒間のメロディーのビデオクリップを送り、コリアー作品の特徴としてよく知られたマルチスクリーンレイアウトに合成され、それが彼のソーシャルメディアプラットフォームにアップロードされた。2017年10月31日に、2時間にわたるライブストリーム動画でこの創造的なプロセスを実演した。。このプロジェクトには130曲以上のメロディーや寄付が寄せられた。その中には、イギリスのジャズ・アーティストであるジェイミー・カラムやベン・フォールズ、ハービー・ハンコック、Kevin Olusola が含まれる。 コリアーはKevin Olusola が所属するアカペラグループ・ペンタトニックスのアルバム『A Pentatonix Christmas』のために「White Cristmas」をアレンジした。
2016年2月、 スナーキー・パピーのアルバム『Family Dinner-Volume 2』に参加。その後8月22日に、ロンドンのロイヤル・アルバート・ホールで行われたBBCプロムスでのクインシー・ジョーンズのトリビュートコンサートに参加し、オリジナル曲「In The Real Early Morning」のオーケストラ・アレンジを公演。Jules Buckley指揮のメトロポール・オーケストラによる演奏であった。 
2016年12月、マサチューセッツ工科大学の150人の学生と協力して、12月10日にKresge Auditoriumで「イマジネーション・オフ・ザ・チャート」と題したライブを行い、彼の曲のオーケストラアレンジメントで共演。この公演の様子は同名のドキュメンタリー映画『イマジネーション・オフ・ザ・チャート』の主題であり、2018年6月に地域エミー賞を受賞した。 
2017年2月、2つのグラミー賞を受賞。Best Arrangement, Instrumental or A Cappellaはスティーヴィー・ワンダーの「You and I」のカバーで、Best Arrangement, Instrumental and Vocalsは、1960年代のテレビシリーズ「原始家族フリントストーン」のテーマソング「The Flintstones」のカバーで受賞した。1か月後、コリアーは、『Tavis Smiley Show』でアメリカのテレビ・デビューを果たし、ジャズ・ゴスペル・アカペラ・グループのTAKE 6と「You and I」を演奏 。2017年、サムスンの代表的な着信音「Over The Horizon」を当時の新モデルであるGalaxy S8/S8+ 向けに再構成するほか、ベッカ・スティーヴンズのアルバム『Regina』の2曲の共同プロデューサーを務めた。また、作曲家のハンス・ジマーとともにドリームワークス・アニメーションの2017年の映画『ボス・ベイビー』の音楽制作に協力。翌月、コリアーはハンス・ジマーとファレル・ウィリアムスとともにコーチェラ・フェスティバル に出演。4月、トークショー『Harry』（平日の月曜から金曜まで放送）にゲスト出演。また、カナダのバンクーバーで開催されたTEDカンファレンスのスピーカーとしても出演した。

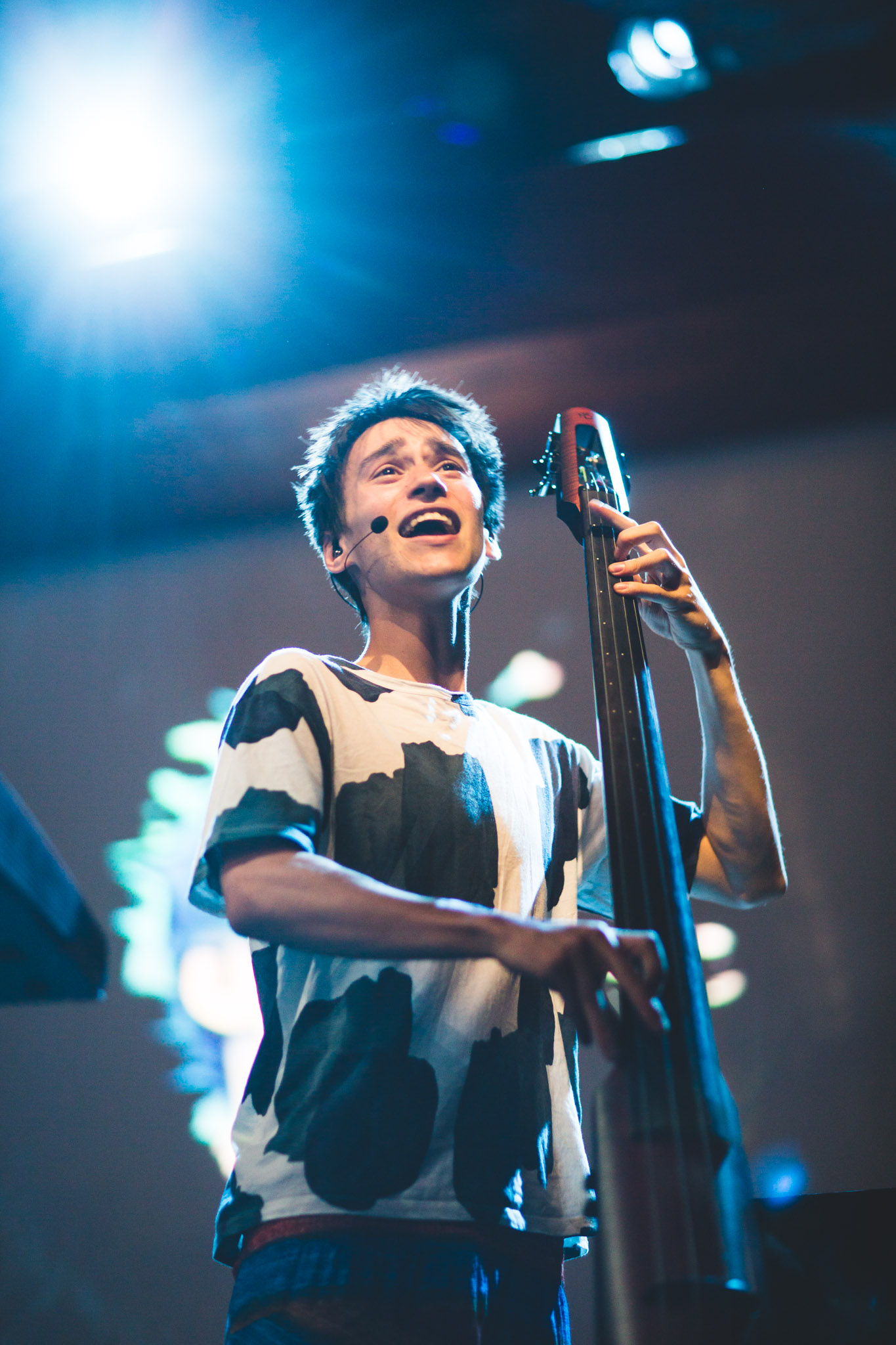
ライブでのジェイコブ・コリアー（2016年）

国をまたいだワンマンショーツアーは2年半（2015年7月1日から2017年12月18日まで）開催された。ツアーでは一流の音楽家達を招き、メトロポール・オーケストラをはじめとする世界中のオーケストラやビッグバンドと共演した。7月9日、コリアーとCory Henryは、North Sea Jazz Festivalでメトロポール・オーケストラ、Jules Buckleyと再び共演。2017年12月には、アメリカのポップ/ R&Bシンガーのトリー・ケリーとYouTube動画でコラボし、クリスマスソング「Have Yourself A Merry Little Christmas」をア・カペラでカバーした。
2017年12月、ワンマンショーの最終公演が12月18日にローマで開催されることを発表。2018年に制作されるセカンドアルバムの計画が始動。2018年7月、モントルー・ジャズクラブで行われたクインシー・ジョーンズ第85回誕生日パーティーで、サプライズゲストの1人として登場。7月19日、ロンドンのロイヤル・アルバート・ホールで開催されたBBCプロムスにて、「ジェイコブ・コリアー・アンド・フレンズ」は、特別コンサートの舞台に上がった。コリアーは、ジュール・バックリーの指揮でメトロポール・オーケストラと共演した。公演では、TAKE 6、サム・アミドン、ベッカ・スティーヴンズ、そしてマーレム・グナワのミュージシャンであるハミド・エル・カスリを招いた 。

### 2018年 – 現在: 『ジェシー』シリーズ
2018年10月29日、コリアーは『ジェシー（Djesse）』というタイトルの4巻50曲構成の音楽プロジェクトを発表した。 
『ジェシー Vol. 1』は12月7日に全曲がリリースされた。先行シングルとして「With The Love in My Heart」、「Ocean Wide, Canyon Deep」、「All Night Long」が発表された。この巻は、VOCES8、Laura Mvula、Hamid El Kasri、TAKE 6、および母親のスージー・コリアーとのコラボレーションが特徴である。メトロポール・オーケストラは、アルバム全体で大きく取り上げられ、コリアーのボーカルやさまざまな楽器に加えて、すべてのトラックに登場している。このアルバムは、コリアーが自身で音楽をプロデュース、アレンジ、オーケストレーションしている。
2019年1月、『ジェシー』ワールドツアーを開始。バンドはポルトガルのマルチプレイヤーのMaro、ベーシストのRobin Mullarkey、ドラマーのChristian Eumanにより構成され、この時期以降はワンマンショーの形態ではなくなっている 。 
『ジェシー Vol. 2』は 2019年7月19日にリリースされ、Astrig Akseralianがデザインしたカバーアートワークと、リアン・ラ・ハヴァス、アウマウ・サンガレ、クリス・シーリ、サム・アミドン、スティーヴ・ヴァイ、キャスリン・ティッケル、ベッカ・スティーヴンズ、MAROとのさらなるコラボレーションをフィーチャーしている 。先行シングルとして「Make Me Cry」、Dodie Clarkをフィーチャーしたビートルズ の「ヒア・カムズ・ザ・サンのカバー、ヘンリー・マンシーニとジョニー・マーサーのカバーであり、家族、指導者、友人、およびその他の『ジェシー』コラボレーターから100人以上の音声がフィーチャリングされている「ムーン・リバー」、ジョジョのボーカルをフィーチャーした「It Don't Matter」がリリースされた。
2020年1月26日の第62回グラミー賞でジェシー Vol. 1とVol.2からそれぞれ、「All Night Long (feat. Take 6)」と「ムーン・リバー」がグラミー賞を受賞した。
2019年11月、コリアーはコールドプレイの8枚目のスタジオ・アルバム『Everyday Life』に参加し、「Cry, Cry, Cry」、「Everyday Life」、「Church」のバッキング・ヴォーカルを担当した。
『ジェシー Vol. 3』は2020年8月14日にリリースされた。このアルバムには、Jessie Reyez、T-ペイン、キンブラ、Tank and the Bangas、ダニエル・シーザー、Mahalia、タイ・ダラー・サイン、Kiana Ledé、トリー・ケリー、ラプソディとのコラボレーションが収録されている。
2021年の第63回グラミー賞ではこのアルバムがAlbum of the Yearにノミネートされた。また、「All I Need」がBest R&B Performanceにノミネートされ、「He Won't Hold You」がBest Arrangement, Instrumental and Vocalsを受賞した。この受賞により、コリアーは最初の4枚のアルバムでそれぞれグラミー賞を受賞した初のイギリス人アーティストとなった。
2020年11月、コリアーは自身の楽曲のうち19曲のソロ・ピアノと声楽のためのアレンジを収録した書籍『Songs of Jacob Collier』を出版した。編曲はコリアーとJune Lee、編集はJune LeeとNahre Solが担当した。
2020年12月25日、SZAはコリアーをバッキングヴォーカルとしてフィーチャーしたシングル「Good Days」をリリースした。
2021年9月24日、コールドプレイとBTSはシングル「My Universe」をリリースし、コリアーはバックヴォーカルを担当した。この曲はその後、2021年10月4日にBillboard Hot 100で初登場1位を獲得した。「My Universe」はコールドプレイの9枚目のスタジオアルバム『Music of the Spheres』に収録されている。同アルバムには、コリアーが参加するトラック「Human Heart」も収録されている。

2022年3月25日、コリアーはDisney+で公開されたオリヴィア・ロドリゴのドキュメンタリー映画Olivia Rodrigo: Driving Home 2 Uに特別ゲストの一人として出演した。

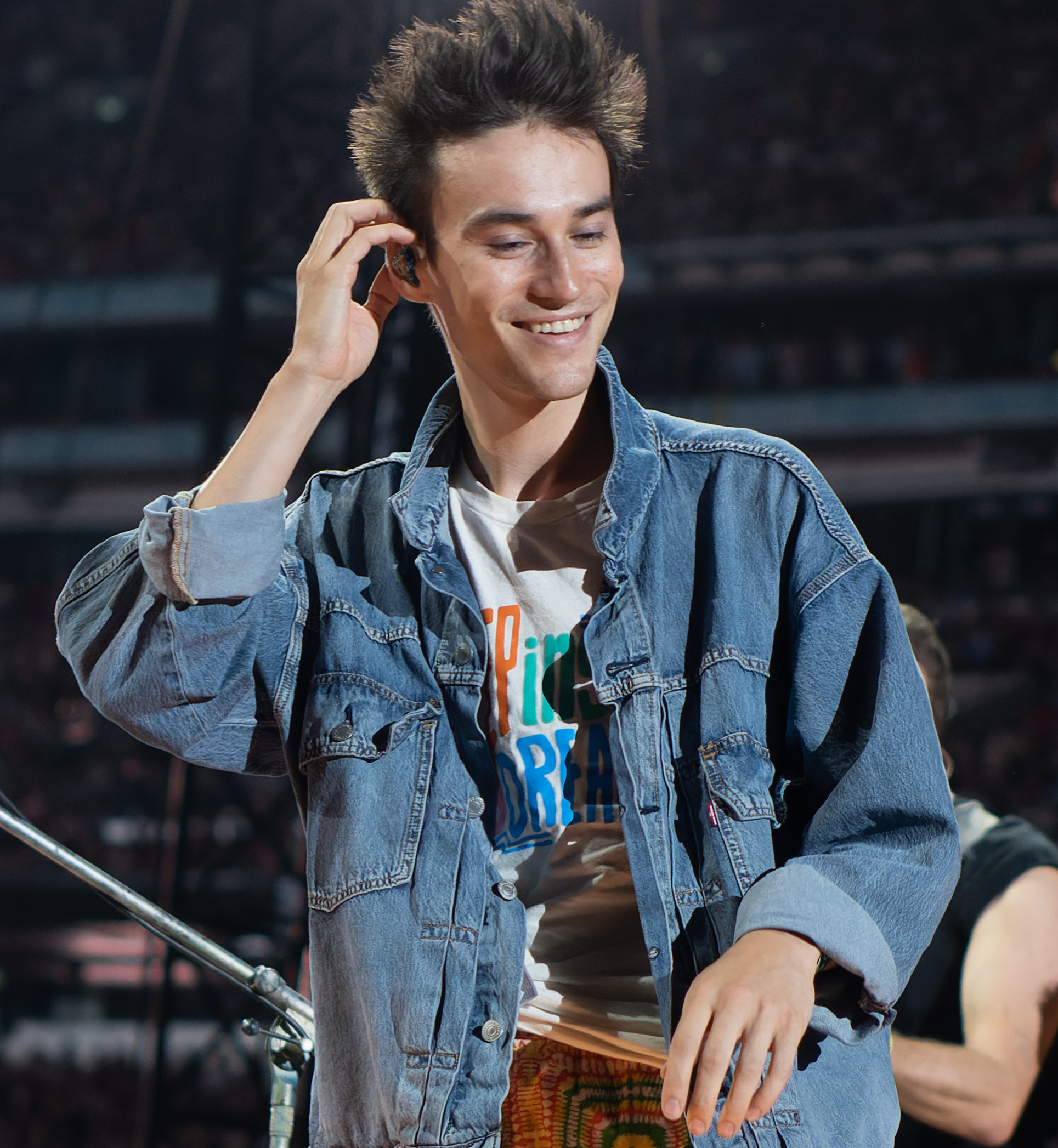
ウェンブリー・スタジアム、2022年8月16日Jacob Collier at Wembley Stadium, 16th August 2022

2022年の第64回グラミー賞ではSZAがコリアーをフィーチャーした「Good Days」がBest R&B Songに、「ザ・クリスマス・ソング(Chestnuts Roasting on an Open Fire)」がBest Arrangement, Instrumental and Vocalsにノミネートされた。
2022年5月2日、コリアーを主題としたAlan YentobによるBBC OneのテレビドキュメンタリーImagine...Jacob Collier: In the Room Where It Happens.が放映された。
2022年9月29日、コリアーは初のライヴ・アルバム『Piano Ballads (Live From The Djesse World Tour 2022)』をリリースした。このアルバムには、2022年のツアー中にコリアーがステージ上で即興で演奏した11曲のカバーが収録されており、その多くには観客による自然発生的な合唱が取り入れられている。
2022年11月25日、コリアーとイギリスのラッパー、Stormzyがコラボレーションしたアルバム『This Is What I Mean』がリリースされた。
2023年の第65回グラミー賞でコリアーはLizzy McAlpineのヴォーカルとジョン・メイヤーのギターをフィーチャリングした『ジェシー Vol. 4』のシングル「Never Gonna Be Alone (feat. Lizzy McAlpine & John Mayer)」がBest Arrangement, Instruments And Vocalsに、コールドプレイの『Music of The Spheres』でフィーチャリング・アーティスト、プロデューサー、ソングライター、エンジニアリングを務めたことでAlbum Of The Yearにノミネートされた。
2023年12月8日、コリアーはキャサリン皇太子妃によってウェストミンスター寺院で開催される王室主催のロイヤル・クリスマス・コンサートに招待され、ジョージ・マイケルの遺産から貸与されたジョン・レノンのイマジンのピアノでラスト・クリスマスを演奏した。
2024年2月4日の第65回グラミー賞では、コリアーはsäjeと共作した「In the Wee Small Hours of the Morning」でBest Arrangement, Instrumental and Vocalsにノミネートされ、同賞を受賞した。 また、グラミー賞授賞式でのジョニ・ミッチェルのパフォーマンスに参加し、ジョニ・ミッチェル、ブランディ・カーライル、Allison Russell、SistaStrings、ブレイク・ミルズ、Lucius とともに「Both Sides Now」を演奏した。
『ジェシー Vol. 4』は2024年2月29日にリリースされた。先行シングルとしてブランディ・カーライルをフィーチャーした「Little Blue」 、ローレンスとマイケル・マクドナルドをフィーチャーした「Wherever I Go」、ショーン・メンデスとStormzy、カーク・フランクリン をフィーチャーした「Witness Me」、カミーロをフィーチャーした「Mi Corazón」、ジョン・レジェンドとトリ・ケリー、Yebbaをフィーチャーしたサイモン&ガーファンクルのBridge over Troubled Waterのアカペラカバーがリリースされた。

## ディスコグラフィ

### スタジオ・アルバム
- 『イン・マイ・ルーム』 - In My Room (2016年)
- 『ジェシー Vol. 1』 - Djesse Vol. 1 (2018年)
- 『ジェシー Vol. 2』 - Djesse Vol. 2 (2019年)
- 『ジェシー Vol. 3』 - Djesse Vol. 3 (2020年)
- 『ジェシー Vol. 4』 - Djesse Vol. 4 (2024年)

### ライヴ・アルバム
- 『ピアノ・バラッズ』 - Piano Ballads (Live From The Djesse World Tour 2022) (2022年)

### EP
- 『Three Christmas Songs』 - Three Christmas Songs - An Abbey Road Live To Vinyl Cut (2024年)